# Gallicianò
Gallicianò (Γαḍḍικ̍ιανό, Gaḍḍicianò in greco di Calabria) è una frazione di circa 60 abitanti del comune di Condofuri della città metropolitana di Reggio Calabria.

## Geografia fisica

### Territorio
Il centro si trova a 621 metri s.l.m., sulla sponda destra della fiumara Amendolea. Ricade all’interno del parco nazionale dell’Aspromonte, sul versante meridionale dello stesso massiccio montuoso.
Attraverso un dromo, strada, composto da curve e strapiombi, si giunge nella località Vucida, distante qualche chilometro dal borgo di Gallicianò, il quale si articola attorno alla piazza ove si affaccia la chiesa di San Giovanni Battista.

## Storia
La presenza dell’uomo è attestata nella valle dell’Amendolea sin dall’età neolitica. Il primo centro abitato dell’area è stato Peripoli, città fortificata di periodo magno-greco.
La più antica attestazione documentaria di Gallicianò, risalente all’anno 1060, si trova nel Brebion della chiesa metropolita bizantina di Reggio Calabria, edito dal bizantinista André Guillou. In questo documento il centro è riportato col nome τό Гαλικίανον.
Il toponimo tardo bizantino Galikianòn potrebbe derivare dalla famiglia gentilizia romana Gallicius che aveva dei possedimenti terrieri (Gallicianum) nell’area.
Fino all’età moderna, fu un possedimento del feudo di Amendolea, e ne seguì le vicende. Fu sede municipale, causa terremoto, 1783 la sede fu spostata a Condofuri Superiore.
Gravemente danneggiato dal terremoto del 1783, ha mantenuto la sua primitiva struttura. Le alluvioni del 1951 e 1971 costrinsero molte persone ad abbandonare il paese.

## Monumenti e luoghi d'interesse

### Architetture religiose
Nell’anno 1999 è terminata la costruzione della piccola chiesa ortodossa di Panaghìa tis Elladas (Madonna di Grecia). La chiesetta bizantina, edificata ristrutturando una casa in pietra nella parte alta del paese, è aperta al culto e rappresenta la testimonianza, in un rinnovato clima ecumenico, di un ritorno da pellegrini degli ortodossi in siti di culto greco. La ristrutturazione è dovuta alla figura dell'architetto Domenico Nucera di Gallicianò. Pochi anni fa vi si è ristabilita dopo secoli una piccola comunità di monaci greco-ortodossi. Il nome deriva dall’omonima chiesetta di epoca bizantina con annesso monastero, i cui ruderi si trovano in una località vicino a Gallicianò, che si chiama "Strumbìa" limitante con Grecia.
La chiesa di San Giovanni Battista, situata nella piazza principale del centro (piazza Alimos), è la chiesa cattolica del paese. Antico edificio, già chiesa arcipretale, presenta una statua in marmo di San Giovanni, opera settecentesca della scuola del Gagini, due antiche acquasantiere, e due campane datate 1508 e 1683.
Poco al di fuori del centro abitato, il calvario è una struttura in due elementi distinti: un recinto a pianta ottagonale, con una fontana posta in una edicola, e un’edicola ad arco, che presenta un mosaico e una croce greca. Tutta la struttura è costruita in pietra locale.

### Architetture civili
L’ex palazzo comunale, situato in piazza Alimos. Si tratta dell’edificio più grande del centro, presenta interessanti decorazioni in facciata.
Anche l'ex bar del paese è nella stessa piazza Alimos: Sarà adibito a museo musicale con circa 80 strumenti di diversa natura, sarà in dono al paese dal musicista e cantautore grecofono di Gallicianò Attilio Nucera. Inoltre il museo sarà fornito di centinaia di testi musicali, napoletani, italiani e internazionali. Avendosi esibito in molti paesi europei per circa 30 anni, l'artista gallicianese sia con la musica che il teatro possiede un patrimonio inestimabile.
AD ANCIA: clarinetti, sa cornamusa, +
AEROFONI: a bocca come flauto di Pan..
A CORDE PERCORSE: pianoforte.
ARCHI: violini.
CORDOFONI: a corde pizzicate come; balalaike, banjo, buzuky, chitarre, citara, lira, mandola, mandolini, sitar, ukulele,
ELETTROFONI: tastiere.
MEMBRANOFONI: tamburi, darbuka.
A PERCUSSIONI: xilofono, campana.
A PIZZICO: scacciapensieri (malarruni.
Il piccolo museo etnografico è stato realizzato raccogliendo utensili utilizzati nella vita quotidiana dagli antenati degli abitanti del borgo. Sono presenti coperte di ginestra, musulupare (stampi tradizionali per formaggio), zampogne, lire ed altri rari oggetti che appassioneranno gli amanti dell’antropologia culturale. Una stanza riproduce fedelmente la vita degli antichi abitanti di Gallicianò.
La Casa della Musica conserva degli strumenti tipici (zampogne, lire, tamburelli, organetti).
La biblioteca grecofona è una realtà che risale all’inizio degli anni ’90. È provvista di una sala lettura, possiede libri antichi e testi realizzati negli ultimi anni a cura dei rappresentanti della cultura e della linguistica locale, nonché numerosi testi in greco moderno.
Accanto alla chiesa Panaghìa tis Elladas è stato costruito un piccolo teatro che si affaccia sulla valle dell'Amendolea. È stato intitolato al patriarca di Costantinopoli Bartolomeo I in occasione della sua visita al paese nel 2001. Le gradinate (cavea) sono di forma semicircolare. Manca la scena, in quanto il progettista ha ritenuto che le montagne antistanti e il piccolo borgo fossero uno scenario più che sufficiente a qualsiasi rappresentazione.
La fontana dell’amore (cànnalo tis agàpi) è l’antichissima fonte del paese, dove si recavano le donne del borgo per attingere l’acqua con le tradizionali brocche. Per i giovani del paese, era un luogo dove incontrare più facilmente che altrove le donne, con la scusa di bere dalla fonte. È tradizione che gli sposi, alla fine del rito del matrimonio, escano dalla chiesa si rechino alla fonte per una nuova promessa di fedeltà.

## Società

### Lingue e dialetti
Come per gli altri (ormai pochissimi) paesi della Calabria e del Salento che fanno parte della minoranza linguistica greca d'Italia, che un tempo copriva vaste zone di queste regioni e della Sicilia, è dibattuta tra i linguisti la questione dell'origine. Di certo il Meridione era grecofono durante il periodo delle colonie greche (almeno lungo le zone costiere), resta da stabilire se tale lingua sia sopravvissuta fino a noi, come sembrerebbe da alcuni indizi e come sostenne Gerhard Rohlfs, o se si tratti dei residui di una reintroduzione del greco durante l'Impero Bizantino, o infine, una via di mezzo, ovvero la lingua sopravvisse ma fu molto influenzata dal greco medioevale bizantino. La lingua è comunque in grave rischio di estinzione.
Gallicianò è definito "Acropoli della Magna Grecia", poiché è l'unico borgo tuttora interamente ellenofono, anche se il greco di Calabria anche qui permane utilizzato in un ambiente sempre più esclusivamente domestico. La linguistica fornisce elementi per una datazione cronologica molto antica, la presenza di vocaboli, forme sintattiche e verbali particolari, infatti, riporta l’origine del centro all'VIII sec. a.C.
Gallicianò è nota in tutta l'area per l'alta conservatività delle tradizioni grecaniche, non solo in ambito linguistico ma anche musicale, gastronomico e rituale.

## Cultura

### Feste religiose
Il santo patrono di Gallicianò è san Giovanni Battista, festeggiato il 28 e il 29 agosto. 

## Economia
Un tempo era fiorente l'allevamento del baco da seta, ed era diffusa la coltura dei cereali. C'era la presenza in paese di vecchi frantoi, oggi ridotti allo stato di rudere, e di vecchi mulini lungo l'Amendolea.
Oggi sono presenti piccole aziende agricole, piccoli allevamenti e, nei dintorni del centro, oliveti e vigneti.
Per quanto riguarda l'artigianato, ancora oggi sono presenti nel centro degli intagliatori del legno, ed una bottega d’arte.

## Galleria d'immagini

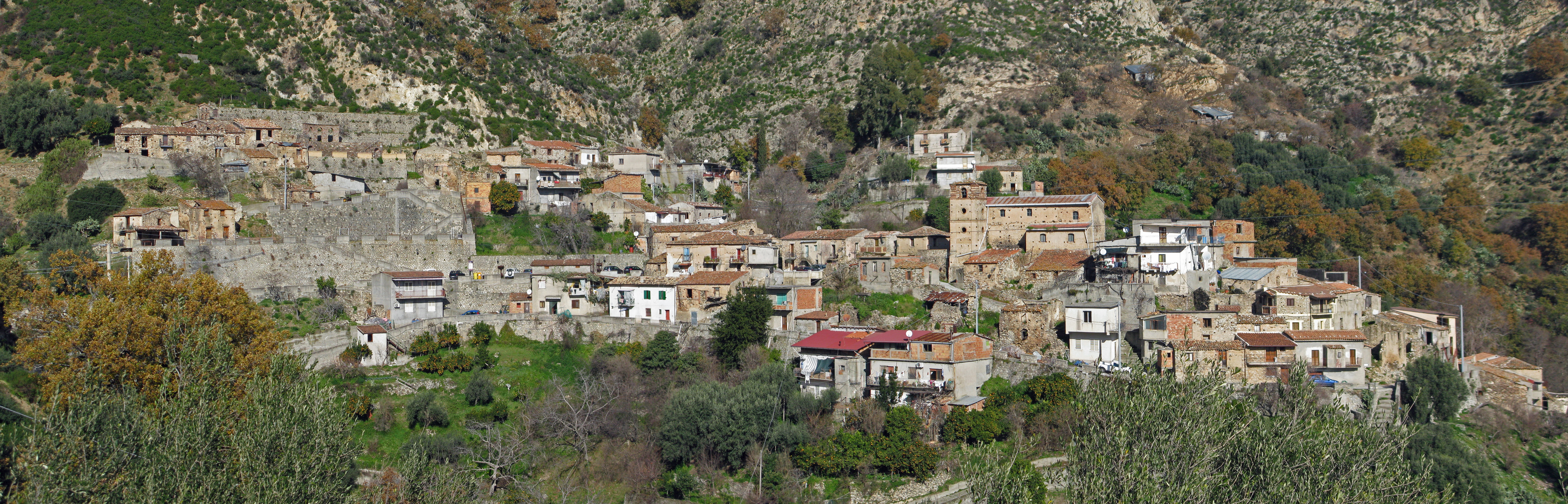
Gallicianò
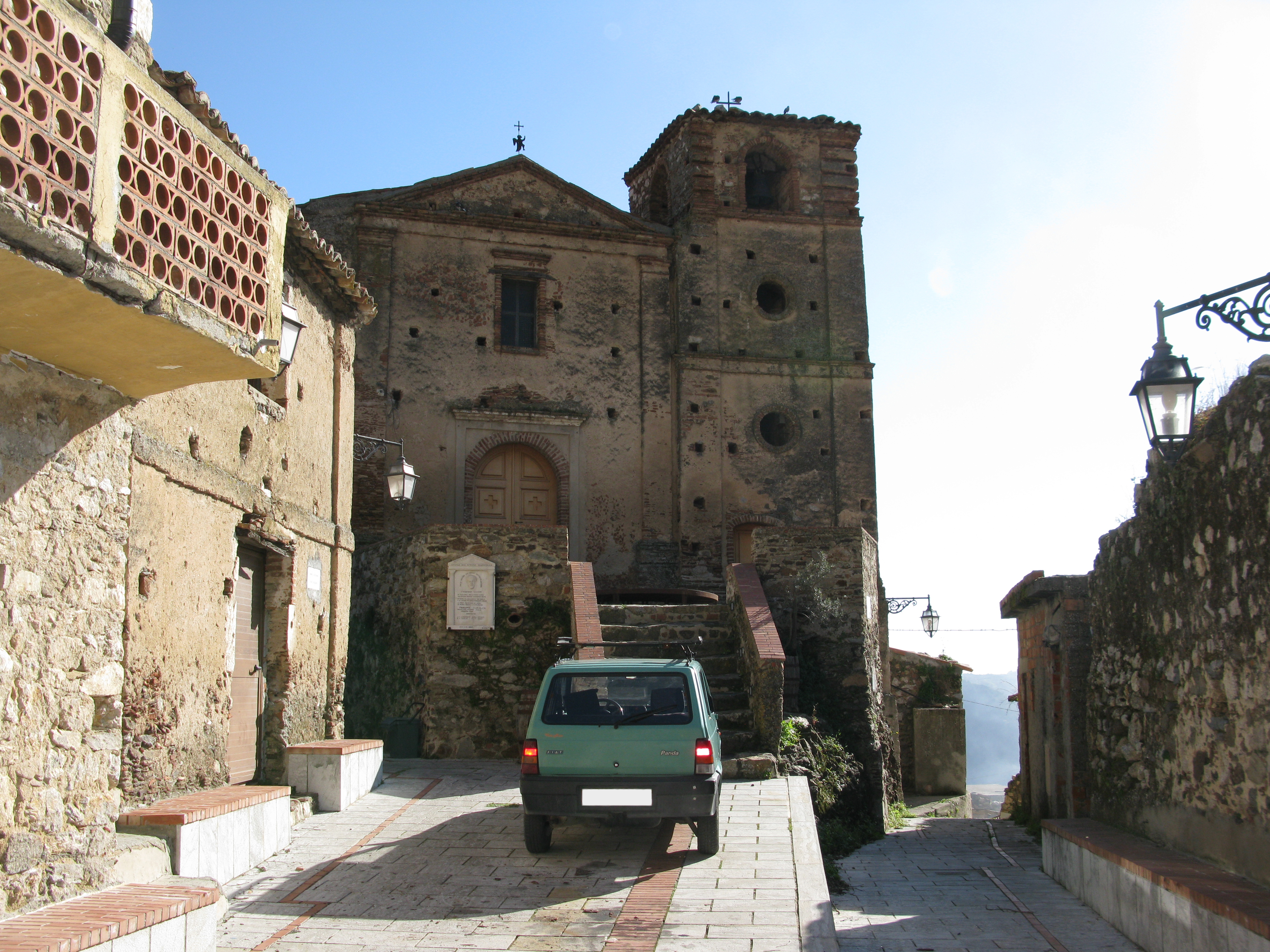
Chiesa di San Giovanni Battista
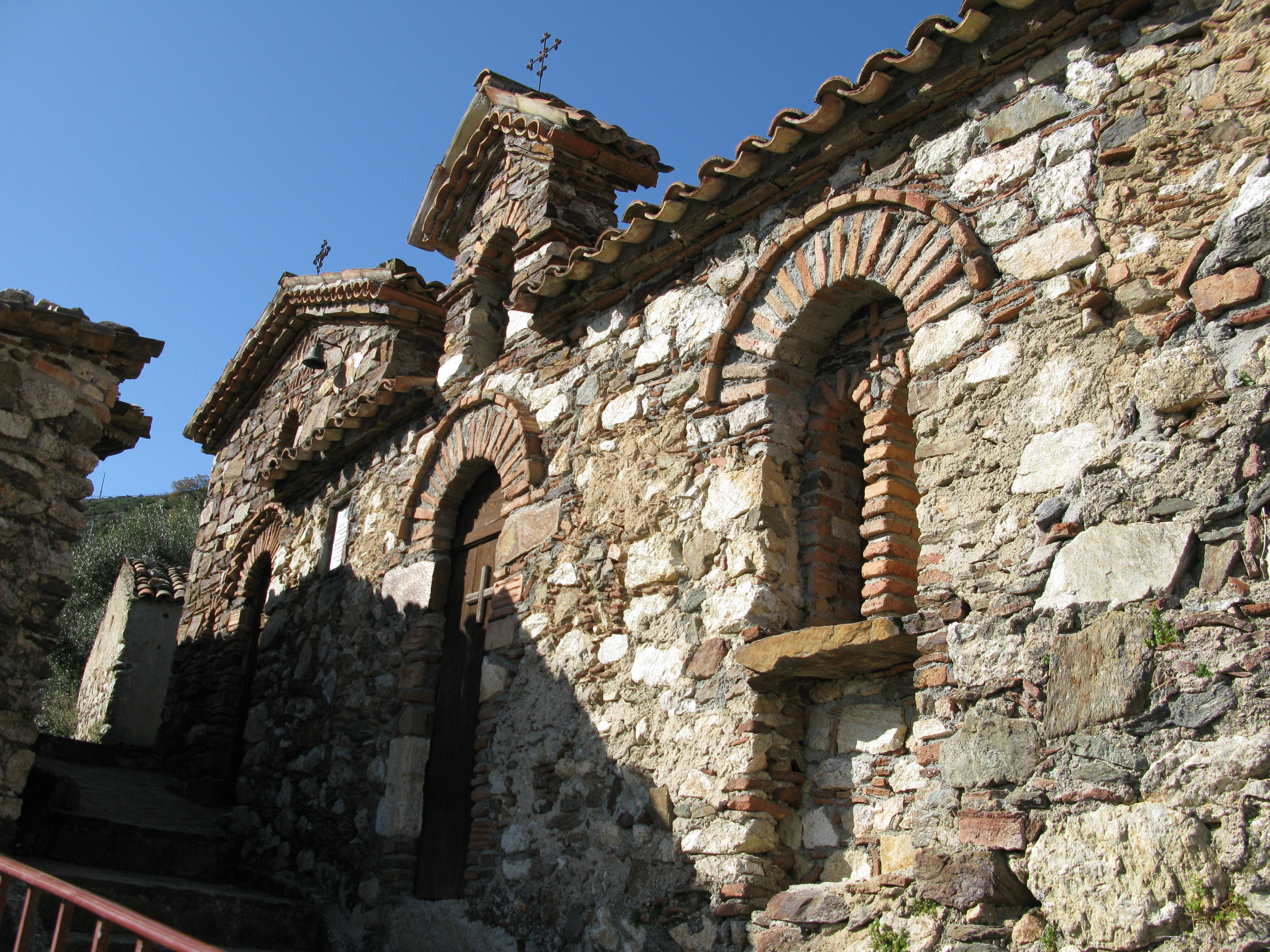
Chiesa ortodossa di Panaghìa tis Elladas (Madonna dei Greci)